# Il sostituto (romanzo)
Il sostituto (titolo originale The Understudy) è il secondo romanzo scritto da David Nicholls.

## Trama
Stephen C. McQueen è un giovane preda di grandi ambizioni: vuole fare l'attore e, poiché non ci riesce, fa il sostituto, che dev'essere pronto a rimpiazzare il protagonista sapendo a memoria tutte le sue battute. Il protagonista è Josh Harper, un giovane, bello, ricco e sposato con una donna sexy e intelligente, della quale Stephen McQueen s'innamora. Sembrerebbe che a Stephen resti solo che l'invidia, ma il destino ha in serbo un'inaspettata sorpresa.

## Edizione italiana
- David Nicholls, Il sostituto, traduzione di Stefano Bortolussi, BEAT, 2012,  p. 347.